# Воронино (Кічменгсько-Городецький район)
Воро́нино (рос. Воронино) — присілок у складі Кічменгсько-Городецького району Вологодської області, Росія. Входить до складу Городецького сільського поселення.

## Населення
Населення — 14 осіб (2010; 21 у 2002).
Національний склад (станом на 2002 рік):
- росіяни — 100 %